# Telaranea semperiana
Telaranea semperiana là một loài rêu tản trong họ Lepidoziaceae. Loài này được (Stephani) Del Ros. miêu tả khoa học lần đầu tiên năm 1973.